# Bruno Peyron

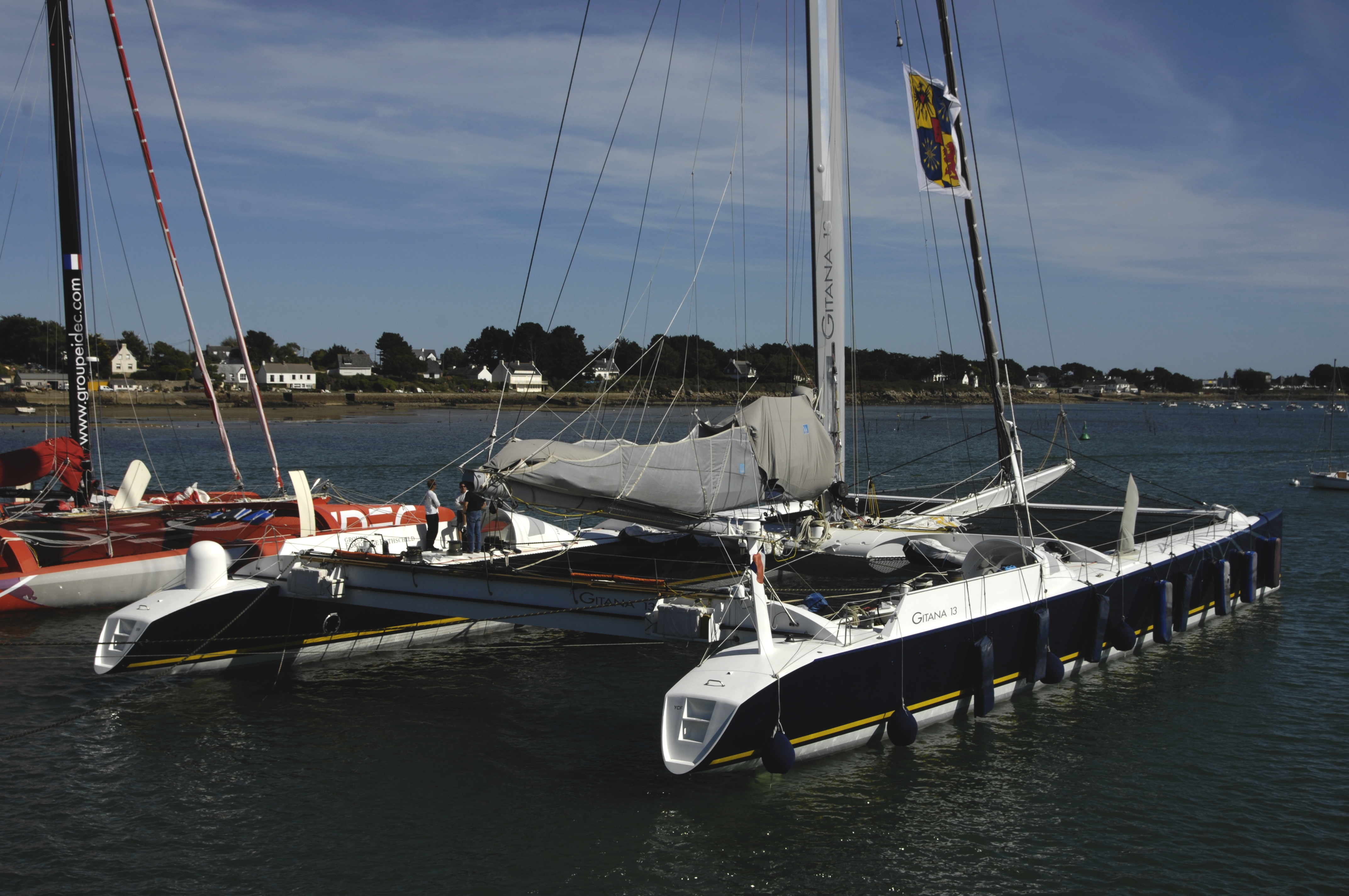
Orange, nei colori di Gitana 13

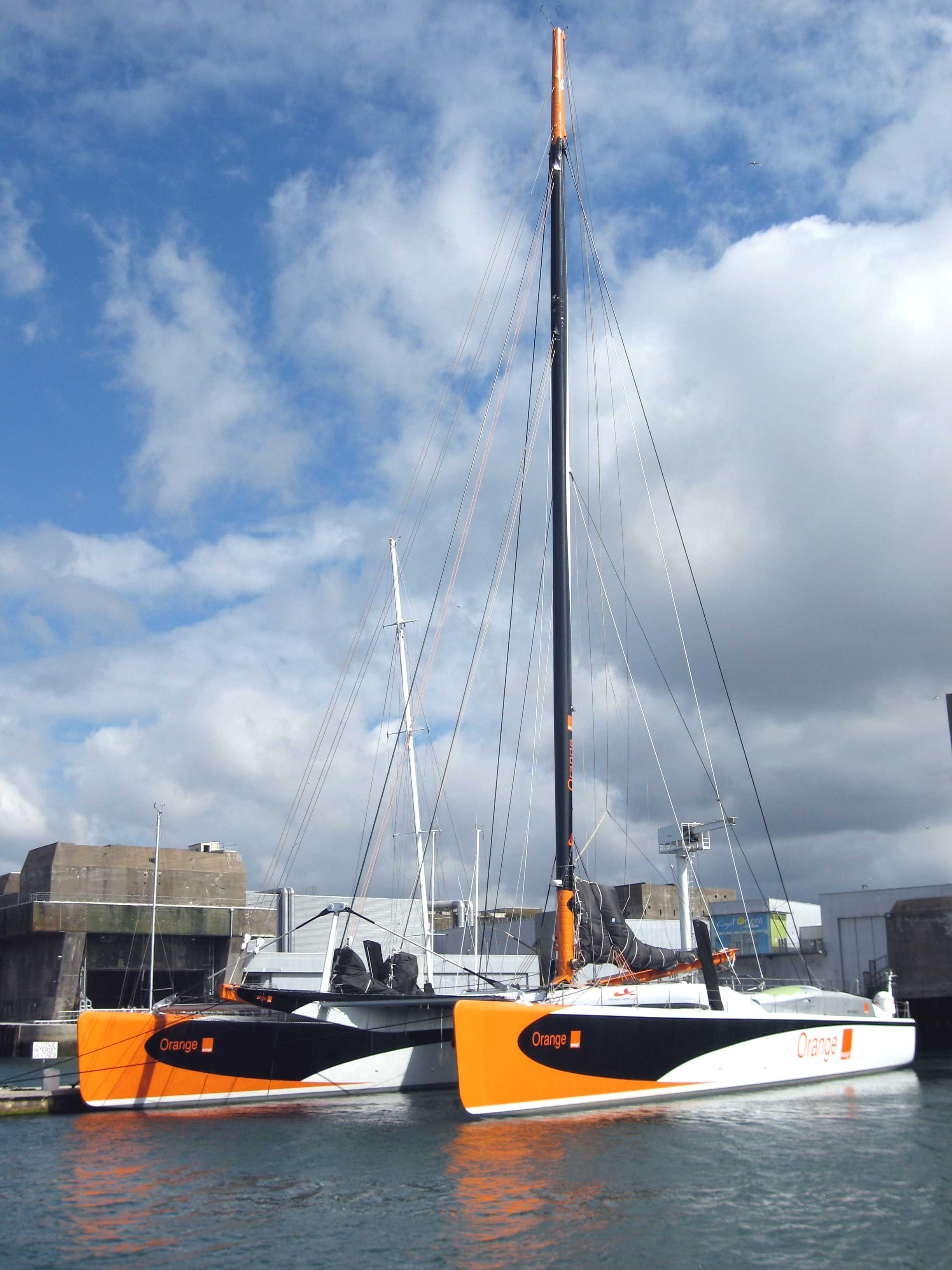
Orange II

Bruno Tristan Peyron (Angers, 10 novembre 1955) è un navigatore, velista e skipper francese specialista dei catamarani, delle regate oceaniche e triplo detentore del Trophée Jules Verne.

## Biografia
Bruno Tristan Peyron è il più anziano di una famiglia di tre fratelli navigatori: Loïck, anche lui velista, e Stéphane, inizialmente velista e poi documentarista. Il padre, Hervé Peyron, che era un capitano della marina mercantile (egli fu in particolare comandante di una superpetroliera della Shell), ha iniziato i figli (tre fratelli e due sorelle gemelle) al mare ed alla nautica; Bruno Peyron è inoltre il nipote (da parte materna) del navigatore Jean-Yves Terlain.
Egli partecipa alla sua prima regata transatlantica all'età di 22 anni, su un'imbarcazione di 6,5 metri. Partecipa 4 volte alla Solitaire du Figaro e 3 volte alla Route du Rhum (per due volte arriva secondo), egli arriva in seguito secondo alla La Baule-Dakar nel 1987 e vince la Transat en double nel 1989.
Tra il 1987 e 2006, Peyron ottiene diversi records nelle regate oceaniche, nell'Atlantico, nel Pacifico e nel giro del mondo, anche migliorando il suo proprio record.
Nel 1990, Peyron è nel comitato organizzatore del "Trophée Jules Verne", una sfida nautica che ricompensa il giro del mondo a vela più rapido realizzato con equipaggio, senza scalo e senza assistenza su una distanza ortodromica ufficiale WSSRC di 21 600 miglia nautiche (40 003 km).
Peyron crea e organizza "The Race", una corsa a vela che consiste nel fare il giro del mondo a vela con equipaggio, senza scali e senza assistenza; la sua particolarità è l'aspetto «senza limiti», le barche a vela non sono sottomesse ad alcun limite di dimensione; la corsa avrà una sola edizione nel 2001, il fratello Loïck arriva secondo.
Nel 2011, Bruno con il fratello Loïck Peyron si lancia nel progetto "Energy Team", un'équipe francese per partecipare all'America's Cup 2013. Il team prende parte all'America's Cup World Series, in particolare vince a Venezia il 5-10 maggio 2012 la fleet race e termina al 4º posto nel "2011-12 AC45 World Series" e al 6º posto nel "2012-13 AC45 World Series". Tuttavia, poi per mancanza di budget, il team abbandona l'America's Cup 2013.

## Palmares
Records
- 8 records mondiali (1993, 1998, 2000, 2001, 2002, 2003, 2005, 2006),
- 3 records nell'Atlantico (1987, 1992, 2006)
- 5 records nel Pacifico (1997, 1998, 1993, 2002, 2005),
- 5 records sulle 24 ore (1982, 1997, 2000, 2004, 2006),
- 39 records oceanici,
- Record assoluto di miglia percorse su maxi-catamarani oceanici.

| Anno | Evento                                                       | Risultato                              | Imbarcazione                            |
| ---- | ------------------------------------------------------------ | -------------------------------------- | --------------------------------------- |
| 1978 | Route du Rhum                                                | abbandono                              | Ville des Sables                        |
| 1980 | Course de l'Aurore                                           | vittoria                               |                                         |
| 1982 | Course de la liberté Rouen-New York                          | secondo                                |                                         |
| 1982 | La Rochelle → New Orleans                                    | nono (con i fratelli Loïck e Stéphane) | Jaz                                     |
| 1982 | Route du Rhum                                                | secondo                                | Jaz                                     |
| 1984 | OSTAR                                                        | ottavo                                 | L'Aiglon (ex Jaz)                       |
| 1986 | Course de la Liberté (Rouen → New York)                      | vittoria                               | Atlantic Liberté                        |
| 1986 | Route du Rhum                                                | secondo                                | Ericsson                                |
| 1987 | Transatlantic sailing record (Faro di Ambrose → Capo Lizard) | record (davanti al fratello Loïck)     | Ericsson                                |
| 1987 | Course de l'Europe                                           | quarto                                 | Ericsson                                |
| 1987 | La Baule-Dakar                                               | secondo (dietro il fratello Loïck)     | Ericsson                                |
| 1988 | CSTAR                                                        | quinto                                 | VSD (ex Ericsson)                       |
| 1988 | Transat Québec Saint-Malo                                    | terzo                                  | VSD - PACA (ex Ericsson)                |
| 1989 | Transat en double (Lorient → Saint-Barthélemy)               | vittoria                               | Charal (ex Ericsson)                    |
| 1992 | Transatlantic sailing record (Faro di Ambrose → Capo Lizard) | record                                 | Pays de Loire - Commodore (ex Ericsson) |
| 1993 | Trophée Jules Verne                                          | record                                 | Commodore Explorer                      |
| 1996 | Cowes → Saint Malo                                           | record                                 | Commodore Explorer                      |
| 1997 | Los Angeles → Honolulu                                       | record                                 | Commodore Explorer                      |
| 1998 | Yokohama → San Francisco                                     | record                                 | Commodore Explorer                      |
| 1999 | Miami → New York                                             | record                                 | Commodore Explorer                      |
| 2002 | Trophée Jules Verne                                          | record                                 | Orange                                  |
| 2004 | Marsiglia → Cartagine                                        | record                                 | Orange II                               |
| 2005 | Trophée Jules Verne                                          | record                                 | Orange II                               |
| 2006 | Transatlantic sailing record (Faro di Ambrose → Capo Lizard) | record                                 | Orange II                               |
| 2017 | Transat 6.50 Mini Transat                                    | quinto                                 |                                         |

## Imbarcazioni
- Jaz (ex Ocean Speed), catamarano varato nel 1981 di lunghezza fuori tutto 17,60 m (57,74 ft).[9]
- Ericsson (ex Crédit Agricole II, ex Atlantic Liberté), catamarano varato nel 1984 di lunghezza fuori tutto 21,00 m (68,90 ft).[10]
- Commodore Explorer (ex Jet Services V), catamarano varato nel 1987 di lunghezza fuori tutto 28,00 m (91,86 ft).[11][12]
- Orange (ex Innovation Liberté), catamarano varato nel 2000 di lunghezza fuori tutto 33,50 m (109,91 ft).[13][14]
- Orange II, catamarano varato nel 2003 di lunghezza fuori tutto 37,80 m (124,02 ft).[15][16]

## Pubblicazioni
- (FR) Bruno Peyron, Tour du monde à la voile en quatre-vingts jours : le récit d'une victoire, Parigi, Hachette-Carrère, 1993, ISBN 2-01-021369-6, bnf:35610812 .
- (FR) Bruno Peyron e Daniel Gilles, Voile passion, Parigi, Hachette, 1998, ISBN 2-01-236001-7, bnf:37003663 .
- (FR) Bruno Peyron, The race : la course du millénaire, Parigi, Solar, 2001, ISBN 2-263-03146-4, bnf:37651334 .
- (FR) Bruno Peyron e Daniel Gilles, Voile : passion et mode d'emploi, Parigi, Hachette, 2001, ISBN 2-01-236661-9, bnf:37717980 .

## Riconoscimenti
Onorificenze
Premi
- Per la sua carriera, egli ha ricevuto 2 premi "Neptune d'Or" (1987 e 1993) e 3 nominations come «World Yachtman of the year».[1]
- 1987 : Con i due fratelli, Bruno Peyron è laureato del "Premio Henri Deutsch de la Meurthe" dell'Académie des sports nel 1987 «a ricompensa di un fatto sportivo che può generare un progresso materiale, scientifico o morale per l'umanità».[18]
- 2002 : "Trophé ANDRÉ VIANT" al «corridore che ha realizzato una performance particolare» dell'Union Nationale pour la Course au Large (UNCL).[19]
- 2005 : "Trophé ANDRÉ VIANT" al «corridore che ha realizzato una performance particolare» dell'Union Nationale pour la Course au Large (UNCL).[19]
- 2006 : "Trophé ANDRÉ VIANT" al «corridore che ha realizzato una performance particolare» dell'Union Nationale pour la Course au Large (UNCL).[19]